# 黃文醫生故居
黃文醫生故居，是位於台灣嘉義市西區的宅第建築，前身為日治時期的津本喫茶部食堂，是台灣第一座被指定的紀念建築，後在2020年被升格爲市定古蹟。

## 背景歷史
黃文於明治41年（1908年）2月25日出生，曾在臺灣總督府醫學校就讀，並先後擔任過嘉義中學代理校長、臺北更生院、總督府中央研究所、嘉義醫院勤務，也是醫學博士杜聰明的弟子，是研究與實務並重的醫師，也在嘉義醫療史教育史及228事件擔任舉足輕重的角色。
至於黃文故居的屋舍部分，則是於昭和6年（1931年）興建，是酒井寅次郎醫生所規劃的店舖型建築，最初用途不詳，後在1935年作為津本（ツモト）喫茶部，由店主津本志津子使用，所在位置在嘉義市精華區的正中心。第二次世界大戰結束後，因日本人被遣返，台灣各地的私有日人房屋及土地等不動產面臨充公。其中黃文可能基於與酒井寅次郎的私人情誼，在日產禁止轉移基準日之前低調購得房屋及土地所有權，並將產權登記在其子黃顯德名下，將原有的休憩空間修繕，作為育生診所及居家所使用。
2002年，現任屋主王伯智購買該屋後原想店面出租，但卻因建物破舊則閒置10餘年，於西元2017年進行增改建時，在當地文史團隊的重視下提報為暫定古蹟，並在同年8月22日由嘉義市文化局登錄紀念建築。
2020年，王伯智因考慮保存該建築，為了給予後人理解黃文生平與嘉義城市發展的脈絡，再經過審議委員會審議後，同意指定為市定古蹟。

## 建築設計
黃文故居為當時流行之現代主義風格，鋼筋混凝土與木構造混合的狹長型街屋，外牆裝飾與當時流行的臺灣街屋形式不同，推估受到裝飾主義之影響，正立面表面是以洗石子於轉角收線，其中表面色彩也具有變化性，以當時盛行的筋面磚與方塊壓紋釉面磚浮雕來裝飾牆面，在二樓的立面則為非對稱設計，門窗街採西洋式樣，並使用押花玻璃，表現出時代營造技術之流派。

### 書目
- 彭鈞義建築師事務所·《嘉義市紀念建築黃文醫生故居修復再利用計畫書》·2017年，補助單位文化部

### 引用
1. ↑  . 呂妍庭. 中時新聞網.   [2021-08-30]. （原始内容存档于2021-08-29） （中文（臺灣））.
2. ↑  . 李擷瓔. 大紀元.   [2021-08-30]. （原始内容存档于2021-08-29） （中文（臺灣））.
3. ↑  . 林宜樟. 自由時報.   [2021-08-30]. （原始内容存档于2021-08-29） （中文（臺灣））.
4. ↑  . 翁伊森. ETtoday地方新聞.   [2021-08-30]. （原始内容存档于2021-08-29） （中文（臺灣））.

## 外部連結
- 黃文醫生故居 - 文化部iCulture （页面存档备份，存于）